# میکرومتر (ابزار)

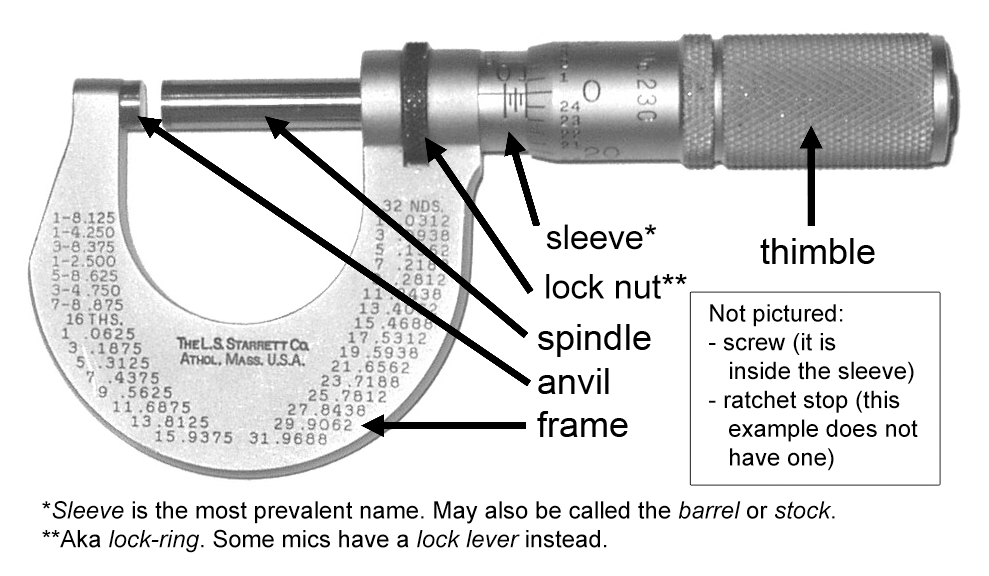
میکرومتر و نام اجزای آن

نحوهٔ استفاده از میکرومتر

میکرومتر (به انگلیسی: Micrometer) یا ریزسنج، ابزاری برای اندازه‌گیری داخلی، خارجی، ارتفاع، ضخامت ورق‌ها، قطر سیم‌ها و میله‌ها، شیارها، قطر پیچ‌ها و مهره‌ها، چرخ دنده‌ها، قطر تیغه فرزها، مته‌ها و… با دقت بالا است. میکرومترها از دید سیستم اندازه‌گیری مانند کولیس دو گونه‌اند که آن‌ها را میکرومترهای اینچی و میکرومترهای میلیمتری می‌نامند.

### میکرومتر چرا طراحی شد؟
میکرومتر (ریزسنج) برای اندازه‌گیری دقیق قطعاتی در صنعت و آزمایشگاه‌ها به‌کار گرفته می‌شود. دقت میکرومتر به مراتب بیشتر از دقت کولیسها است. ضرورت تولید قطعات با دقت بالا به طراحی و ساخت وسایل اندازه‌گیری با دقتی بیش تر از ۰٫۰۲ میلیمتر نیاز داشت که در این راستا ژان پالمر فرانسوی میکرومتر را طراحی نمود. مکانیزم عمل این وسیله مکانیکی از نوع پیچ و مهره ای است و دقت آن به مقدار گام پیچ و مهره میکرومتر بستگی دارد.
میکرومتر یا ریزسنج از بخش‌های گوناگونی ساخته شده‌است، که عبارت‌اند از:
فک ثابت، فک متحرک، استوانهٔ مدرج یا همان خط‌کش میکرومتر، پوستهٔ مدرج یا ورنیهٔ میکرومتر، و کمانی که برای گرفتن میکرومتر از آن استفاده می‌شود.
یکی از بارزترین نکات میکرومتر این است که، برخلاف کولیس‌های ورنیه دار که نیروی وارده از طرف فک‌ها به قطعه کار تحت کنترل نبود، در میکرومترها نیروی وارد بر فک‌ها و قطعه کار با سیستم جغجغه، تحت کنترل درآمده است. به این معنی که نیروی وارد بر قطعه کار به حد مشخصی که رسید دسته جغجغه به صورت هرز می‌چرخد. برای اندازه‌گیری صحیح با میکرومتر باید پس از تماس فک‌ها با سطح قطعه کار جغجغه را سه بار چرخانیده شود.

## قابلیت تفکیک و گستره اندازه‌گیری میکرومترهای میلیمتری

### قابلیت تفکیک
میکرومترهای میلیمتری معمولاً با قابلیت تفکیک ۰٫۰۱ میلی‌متر، ۰٫۰۰۵ میلی‌متر و ۰٫۰۰۱ میلی متر ساخته می‌شوند و گستره اندازه‌گیری میکرومترهای میلیمتری معمولاً تا ۵۰۰ mm می‌باشند و در سری‌های (۲۵–۰، ۵۰–۲۵، …، ۵۰۰–۴۷۵ میلیمتر) ساخته می‌شوند. البته که خارج از این اندازه‌ها نیز با توجه به نیاز ساخته می‌شوند. مثلاً اندازهٔ طول خط‌کش میکرومتر به‌صورت ۲۵ میلی‌متر، ۲۵ میلی‌متر است. این به آن معنی است که این نوع میکرومتر از مقدار صفر تا ۲۵ میلی‌متر را اندازه می‌گیرد.
میکرومترهای اینچی معمولاً با قابلیت تفکیک ۰/۰۰۰۵ inch , ۰/۰۰۰۱ inch ،۰/۰۰۱ inch ساخته می‌شوند.

### علل ساخت میکرومترها در سری‌های مختلف عبارت اند از
- سرعت اندازه‌گیری افزایش پیدا می‌کند و از اتلاف وقت جلوگیری می‌شود.
- دقت اندازه‌گیری بالا می‌رود.
- به دلیل کوتاه شدن میله پیچ، استهلاک میکرومترها کاهش پیدا می‌کند.
- هزینه کمتری جهت خرید توسط خریدار پرداخت خواهد شد.

## درجه‌بندی میکرومترها
میکرومترها بر مبنای مقدار گام پیچ و مهره آن‌ها درجه‌بندی شده‌اند؛ بنابراین، مبنای دقت آن‌ها مقدار گام پیچ و مهره آن‌ها است. مقدار گام در میکرومترهای میلیمتری عموماً ۰٫۵ و ۱ میلیمتر می‌باشد. همچنین در میکرومترهای اینچی ۰٫۰۲۵=۱/۴۰ اینچ می‌باشد. با استفاده از این رابطه (r=a/n) می‌توان قابلیت تفکیک (دقت) میکرومتر را به‌دست آورد.
در این رابطه:
r دقت میکرومتر خواهد بود
a مقدار گام پیچ و مهره میکرومتر بر حسب میلیمتر یا اینچ
n تعداد فواصل (تقسیمات) روی استوانه محرک میکرومتر می‌باشد.

### انواع درجه‌بندی میکرومترهای میلیمتری

#### -میکرومتر با دقت ۰٫۰۱ میلیمتر با گام ۰٫۵ میلیمتر
طبق تعریف می‌توان گفت اگر ما بخواهیم میکرومتری با دقت ۰٫۰۱ میلیمتر را با گام ۰٫۵ میلیمتر محاسبه کنیم، اگر ۰٫۵ را به ۵۰ (تعداد تقسیمات روی ورنیه) تقسیم کنیم دقت میکرومتر ما ۰٫۰۱ میلیمتر خواهد بود. یعنی r=۰٫۵/۵۰=0.01 mm

### روش خواندن میکرومتر ۰٫۰۱ میلیمتر و گام ۰٫۵ میلیمتر
- گستره اندازه‌گیری را در نظر می‌گیریم که طبق سری‌های گفته شده در بالا می‌باشد.
- شناسایی موقعیت لبه استوانه یا غلاف متحرک میکرومتر نسبت به خطوط بالای خط صفر استوانه ثابت و مشخص کردن اندازه‌های صحیح (مضرب یک میلیمتر)
- شناسایی موقعیت خطی استوانه یا غلاف متحرک میکرومتر نسبت به خطوط پایین خط صفر استوانه ثابت و در صورت وجود خواندن اندازه ۰٫۵ میلیمتر
- شناسایی موقعیت خطی صفر استوانه یا غلاف متحرک میکرومتر که در امتداد خط صفر استوانه ثابت قرار گرفته‌است و ضرب تعداد آن به ۰٫۰۱ میلیمتر می‌باشد.

#### -میکرومتر با دقت ۰٫۰۱ میلیمتر با گام ۱ میلیمتر
تفاوت این میکرومتر با میکرومتر قبلی در گام و تعداد تقسیمات روی پوسته متحرک می‌باشد. طبق تعریف می‌توان گفت اگر ما بخواهیم میکرومتری با دقت ۰٫۰۱ میلیمتر را با گام ۱ میلیمتر محاسبه کنیم، اگر ۱ را به ۱۰۰ (تعداد تقسیمات روی ورنیه) تقسیم کنیم دقت میکرومتر ما ۰٫۰۱ میلیمتر خواهد بود. یعنی r=۱/۱۰۰=0.01 mm

### روش خواندن میکرومتر ۰٫۰۱ میلیمتر با گام ۱ میلیمتر
- گستره اندازه‌گیری را در نظر می‌گیریم که طبق سری‌های گفته شده در بالا می‌باشد.
- شناسایی موقعیت لبه استوانه یا غلاف متحرک میکرومتر نسبت به خطوط بالای خط صفر استوانه ثابت و مشخص کردن اندازه‌های صحیح (مضرب یک میلیمتر)
- شناسایی موقعیت خطی صفر استوانه یا غلاف متحرک میکرومتر که در امتداد خط صفر استوانه ثابت قرار گرفته‌است و ضرب تعداد آن به ۰٫۰۱ میلیمتر می‌باشد.

#### -میکرومتر با دقت ۰٫۰۰۵ میلیمتر با گام ۰٫۵ میلیمتر
در این نوع میکرومتر استوانه متحرک ۱۰۰ قسمتی است که هر قسمت آن ۰٫۰۰۵ میلیمتر می‌باشد و گام میکرومتر نیز ۰٫۵ میلیمتر می‌باشد. طبق تعریف می‌توان گفت اگر ما بخواهیم میکرومتری با دقت ۰٫۰۰۵ میلیمتر را با گام ۰٫۵ میلیمتر محاسبه کنیم، اگر ۰٫۵ را به ۱۰۰ (تعداد تقسیمات روی ورنیه) تقسیم کنیم دقت میکرومتر ما ۰٫۰۱ میلیمتر خواهد بود. یعنی r=۰٫۵/۱۰۰=0.005 mm

### روش خواندن میکرومتر ۰٫۰۰۵ میلیمتر و گام ۰٫۵ میلیمتر
- گستره اندازه‌گیری را در نظر می‌گیریم که طبق سری‌های گفته شده در بالا می‌باشد.
- شناسایی موقعیت لبه استوانه یا غلاف متحرک میکرومتر نسبت به خطوط بالای خط صفر استوانه ثابت و مشخص کردن اندازه‌های صحیح (مضرب یک میلیمتر)
- شناسایی موقعیت خطی استوانه یا غلاف متحرک میکرومتر نسبت به خطوط پایین خط صفر استوانه ثابت و در صورت وجود خواندن اندازه ۰٫۵ میلیمتر
- شناسایی موقعیت خطی صفر استوانه یا غلاف متحرک میکرومتر که در امتداد خط صفر استوانه ثابت قرار گرفته‌است و ضرب تعداد آن به ۰٫۰۰۵ میلیمتر می‌باشد.

#### -میکرومتر با دقت ۰٫۰۰۱ میلیمتر با گام ۰٫۵ میلیمتر
در این نوع میکرومتر استوانه متحرک ۵۰ قسمتی است که هر قسمت آن ۰٫۰۱ میلیمتر می‌باشد و گام میکرومتر نیز ۰٫۵ میلیمتر می‌باشد. طبق تعریف می‌توان گفت اگر ما بخواهیم میکرومتری با دقت ۰٫۰۰۱ میلیمتر را با گام ۰٫۵ میلیمتر محاسبه کنیم، اگر ۰٫۵ را به ۵۰ (تعداد تقسیمات روی ورنیه) تقسیم کنیم دقت میکرومتر ما ۰٫۰۱ میلیمتر خواهد بود. یعنی r=۰٫۵/۵۰=0.01 mm

### روش خواندن میکرومتر ۰٫۰۰۱ میلیمتر و گام ۰٫۵ میلیمتر
- گستره اندازه‌گیری را در نظر می‌گیریم که طبق سری‌های گفته شده در بالا می‌باشد.
- شناسایی موقعیت لبه استوانه یا غلاف متحرک میکرومتر نسبت به خطوط بالای خط صفر استوانه ثابت و مشخص کردن اندازه‌های صحیح (مضرب یک میلیمتر)
- شناسایی موقعیت خطی استوانه یا غلاف متحرک میکرومتر نسبت به خطوط پایین خط صفر استوانه ثابت و در صورت وجود خواندن اندازه ۰٫۵ میلیمتر
- شناسایی موقعیت خطی صفر استوانه یا غلاف متحرک میکرومتر که در امتداد خط صفر استوانه ثابت قرار گرفته‌است و ضرب تعداد آن به ۰٫۰۰۱ میلیمتر می‌باشد.

#### هنگام استفاده از میکرومتر به این نکات باید توجه کرد
در زمان خواندن میکرومتر باید با زاویه ۹۰ (عدد) درجه بدان نگاه کنیم.
در زمانی که ما قطعه‌ای را در بین دو فک متحرک و ثابت قرار می‌دهیم، و اندازه می‌گیریم به‌وسیلهٔ دست استوانهٔ مدرج را می‌چرخانیم تا با قطعهٔ کار، تماس پیدا کند، و وقتی تماس پیدا کرد، بقیهٔ کار را با هرزگرد انجام می‌دهیم.